# جايسون لي (ممثل)
جايسون لي (بالإنجليزية: Jason Scott Lee)‏ (و. 1966  م) هو ممثل أفلام، ومؤدي أصوات، وممثل تلفزي أمريكي، ولد في لوس أنجلوس.

## وصلات خارجية
- جايسون لي على موقع IMDb (الإنجليزية)
- جايسون لي على موقع روتن توميتوز (الإنجليزية)
- جايسون لي على موقع ألو سيني (الفرنسية)
- جايسون لي على موقع ميوزك برينز (الإنجليزية)
- جايسون لي على موقع أول موفي (الإنجليزية)
- جايسون لي على موقع قاعدة بيانات الأفلام السويدية (السويدية)
- جايسون لي على موقع إن إن دي بي (الإنجليزية)
- جايسون لي على موقع ديسكوغز (الإنجليزية)
- جايسون لي على موقع قاعدة بيانات الفيلم (الإنجليزية)
- جايسون لي على موقع كينوبويسك (الروسية)